# إدوارد إي. براون
إدوارد إي. براون (بالإنجليزية: Edward E. Browne) هو محامي وسياسي أمريكي، ولد في 16 فبراير 1868 في الولايات المتحدة، وتوفي في 23 نوفمبر 1945 في الولايات المتحدة. حزبياً، نشط في الحزب الجمهوري. وقد انتخب عضو مجلس ولاية ويسكونسن وانتخب عضو مجلس النواب الأمريكي.